# Maqsood Ahmed
Maqsood Ahmed – pakistański zapaśnik walczący w stylu wolnym. Wicemistrz Igrzysk Azji Południowej w 1993 i trzeci w 1995 roku.